# بوریس پارسادانیان
بوریس کریستاپوری پارسادانیان (ارمنی: Բորիս Քրիստափորի Փարսադանյան (Փարսադանով)؛ ۱۴ مهٔ ۱۹۲۵ – ۱۴ مهٔ ۱۹۹۷) آهنگساز و نوازنده اهل ارمنستان-استونی بود.

## زندگی‌نامه
وی در ۱۴ مهٔ ۱۹۲۵ در کیسلوفودسک به دنیا آمد و از مدرسه موسیقی گنیسین فارغ‌التحصیل گشت.  وی در ۱۴ مهٔ ۱۹۹۷ در سن ۷۲ سالگی در تالین درگذشت و در آرامستان متساکالمیستو به خاک سپرده شد..